# Rauchverbot

Internationales Rauchverbotszeichen nach ISO 7010

Veraltetes deutsches Zeichen nach DIN 4844-2

Ein Rauchverbot verbietet, Tabak (und oft auch vergleichbare Substanzen) an bestimmten Orten abbrennen zu lassen. Ziel ist in der Regel der Schutz der Anwesenden vor den Gefahren des Passivrauchens, der Brandschutz oder die Vermeidung von Verschmutzungen.
Rauchverbote können von Inhabern eines Hausrechtes ausgesprochen und vom Gesetzgeber erlassen werden.
2007 war der Begriff „Rauchverbot“ Wort des Jahres in der Schweiz.

## Ziele
Rauchverbote und andere Maßnahmen gegen das Rauchen gibt es aus verschiedenen Gründen:
- Brandschutz,
- Vermeidung der Verschmutzung von Örtlichkeiten und Gegenständen,
- Schutz von Nichtrauchern vor Belästigung und gesundheitlicher Beeinträchtigung (Nichtraucherschutz),
- Verkehrssicherheit,
- Schutz Jugendlicher vor der Verführung zum Rauchen (Jugendschutz),
- volkswirtschaftliche Gründe,[1]
- betriebswirtschaftliche Gründe,
- religiöse und weltanschauliche Gründe,
- Drogenprävention: Schutz von Rauchern vor Selbstschädigung und/oder Abhängigkeit.

Die letzten beiden Punkte, welche die Religionsfreiheit oder die Freiheit eines mündigen Menschen umfassen, sich selbst zu schädigen, spielen in liberalen und säkularen Rechtssystemen keine Rolle und begründen keine gesetzlichen Verbote, da sie gegen das Prinzip der Handlungsfreiheit verstoßen würden.

### Brandschutz
Glimmende Zigaretten, Zigarren und Pfeifen fallen unter den Terminus „offenes Feuer“ und sind in explosions- und feuergefährdeten Bereichen gesetzlich oder aufgrund von Auflagen verboten.
Brandgefährdet sind beispielsweise Wälder bei Trockenheit, Betriebsstätten mit brennbaren oder explosiven Stoffen und Stäuben (hier Tankstellen, Sägewerke, Bergwerke, Mehl-Mühlen usw.) sowie viele historische Gebäude. Auch in Museen und Archiven, in denen der Schutz des Ausstellungs- oder Lagergutes im Vordergrund steht, besteht Rauchverbot.
Aus Gründen des Brandschutzes besteht generelles Rauch- und Feuerverbot z. B. in Theatern und Opern.
Auch im Schutzbereich um militärische Anlagen kann ein Rauchverbot herrschen.

### Vermeidung von Verschmutzung
Rauchverbote sind seit langem üblich
- in Geschäften, um zu vermeiden, dass ausliegende Waren Tabakgeruch annehmen,
- in Krankenhäusern und Pflegeheimen,
- in vielen Labors und empfindlichen Produktionsbereichen (→ Reinraum),
- in öffentlichen Verkehrsmitteln.[2]

Rauchverbote können zu erheblichen Einsparungen an Reinigungskosten (weggeworfene Kippen, Verschmutzung durch den Rauch und die Asche) und Reparaturen (Glimmschäden an Gebäudeteilen oder Einrichtungsgegenständen) führen; bis weit in die 1990er Jahre wurden zum Beispiel neu eingeführte Rauchverbote in U-Bahnhöfen primär mit solchen Einsparungen und nicht mit dem Nichtraucherschutz begründet. Der Schweizer Verband öffentlicher Verkehr (VöV) meldete ein Jahr nach der Einführung eines Rauchverbotes in allen Zügen, dass dank massiv gesunkener Reinigungskosten jährlich ca. 1,3 Millionen Euro eingespart würden.

### Schutz vor den Gefahren des Passivrauchens

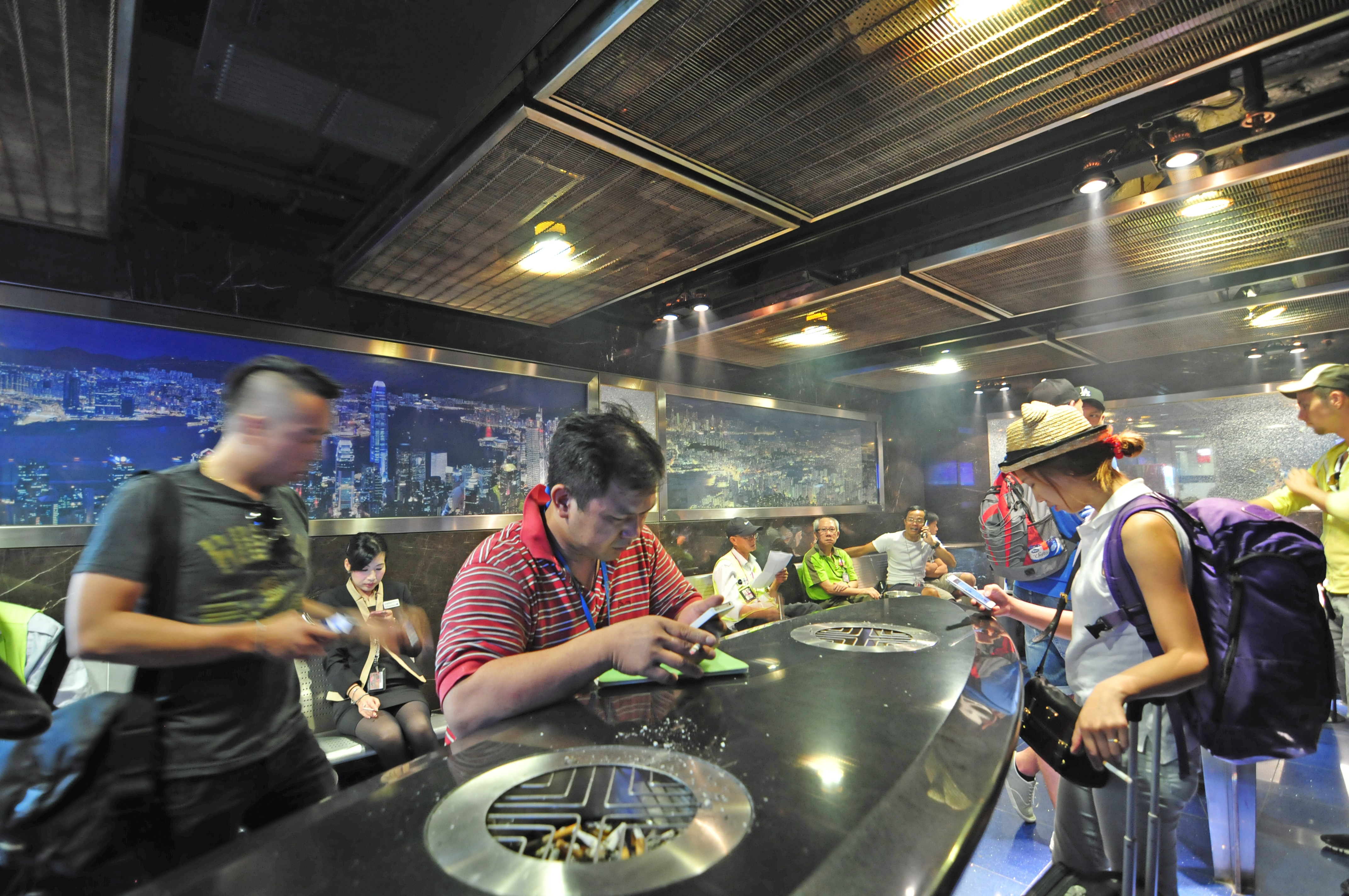
Das Rauchen außerhalb speziell eingerichteter Raucherräume wird in Hongkong streng bestraft.

Tabakrauch kann für Passivraucher erhebliche Belästigungen, Beeinträchtigungen, Gefährdungen und Schädigungen verursachen:
- kurzfristig Unwohlsein, Beklemmung, Appetitverlust;
- Augen- und Atemwegsreizungen;
- langfristig gesundheitlichen Folgen bis hin zu einem statistisch erhöhten Krebs- und Herzinfarktrisiko;[4]
- bei empfindlichen oder gesundheitlich vorgeschädigten Personen Asthmaanfälle, Migräne, Allergieschübe;
- bei Schwangeren Schädigung des Embryos (Schwangere können dieses Risiko nur meiden, indem sie selbst das Rauchen vollständig aufgeben und Orte meiden, an denen andere rauchen);
- anhaftende Geruchsbelastung von Körper, Kleidung und mitgeführten Gegenständen.

Laut einer Studie der Weltgesundheitsorganisation (WHO) aus dem Jahr 2009 sterben jährlich etwa 600.000 Menschen an den Folgen des Passivrauchens.
Der Schutz vor den Gefahren des Passivrauchens ist das primäre Motiv für Rauchverbote
- am Arbeitsplatz, siehe § 5, Arbeitsstättenverordnung (Deutschland),
- in Gaststätten (für die Gäste und die dort Beschäftigten),
- in Krankenhäusern.

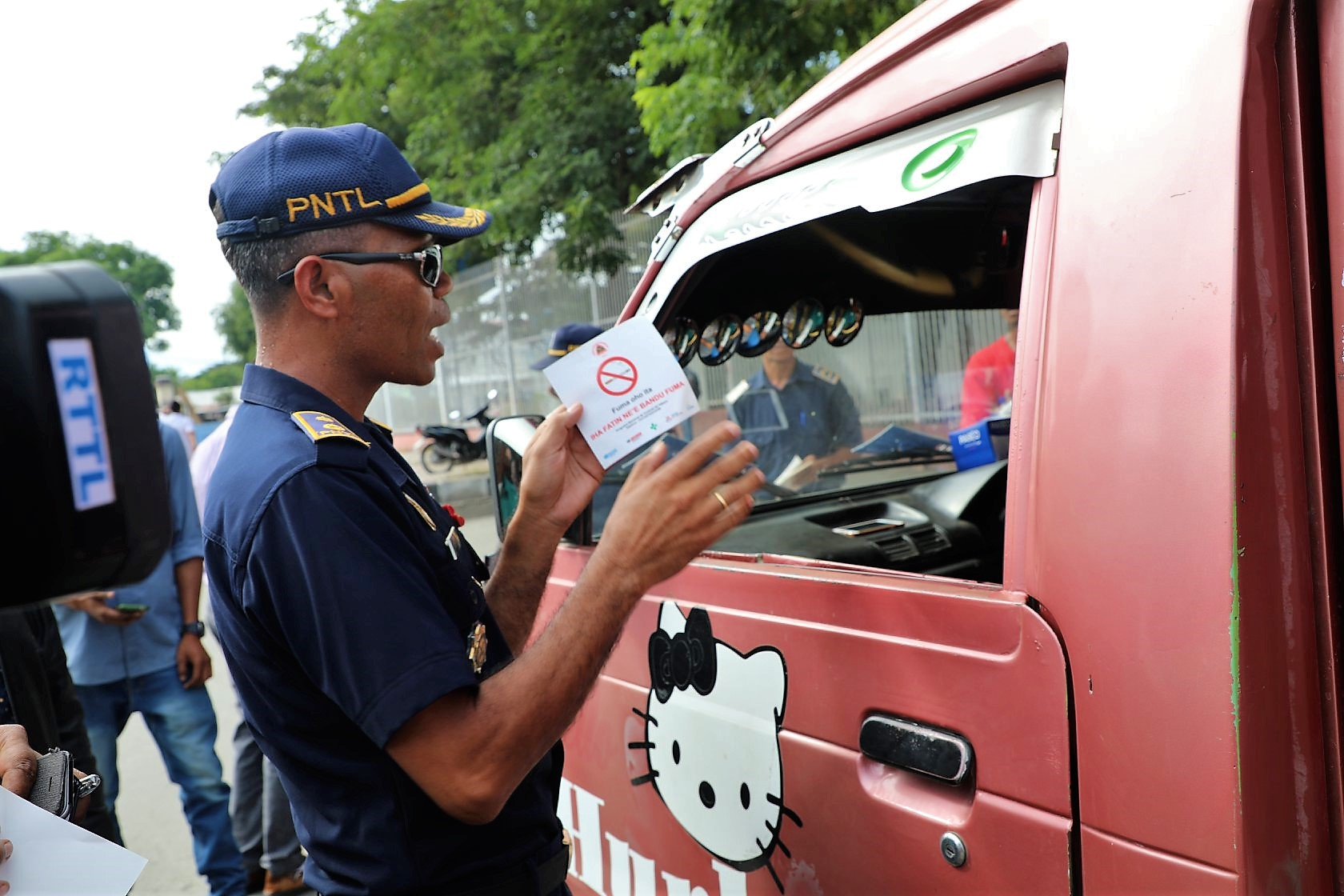
Ein Polizist erklärt einem Fahrer das neue Rauchverbot in öffentlichen Verkehrsmitteln in Osttimor (2019).

Erst vor wenigen Jahren wurde vor dem Hintergrund der mittlerweile als erwiesen geltenden Gesundheitsgefahren des Passivrauchens begonnen, dem Schutz der Passivrauchenden vor Gesundheitsschädigung und Belästigung mehr Beachtung zu schenken und weltweit Rauchverbote in Verkehrsmitteln, öffentlichen Gebäuden und zunehmend auch Gaststätten einzuführen.
Eine Möglichkeit, Mitarbeitende vor dem Passivrauchen zu schützen, sind Raucherkabinen an Arbeitsstätten. Technisch funktionieren diese Raucherkabinen mit Quellenabsaugung wie Gefahrstoffarbeitsplätze in Laboratorien zum Schutz der Anwender vor gesundheitsgefährlichen Dämpfen. Sie sind mit laufenden Kosten verbunden, beispielsweise für die Reinigung und für den Austausch der Filter.

### Sicherheit im Straßenverkehr
Ein Rauchverbot aus Gründen der Verkehrssicherheit wird für Fahrzeugführer kontrovers diskutiert. Es können einige schwere Verkehrsunfälle auf das Rauchen zurückgeführt werden. Auch die Rechtsprechung dazu scheint eindeutig: „Auszugehen ist davon, dass ein gewisser Leichtsinn schon darin zu erblicken ist, dass während der Fahrt geraucht wird. Dies beeinträchtigt die Fahrtüchtigkeit schon deshalb, weil er beim Rauchen nicht beide Hände ausschließlich zum Halten und Betätigen des Lenkrads gebrauchen kann.“
Ein Rauchverbot am Steuer herrscht bereits in Belgien (nur in Firmenfahrzeugen), Neuseeland, mehreren kanadischen und australischen Provinzen und Schottland; Italien erwägt z. Z. (Ende 2009) ebenfalls die Einführung einer solchen Regelung. In den meisten dieser Gesetzgebungen gilt das Rauchverbot im Pkw allerdings nur wenn Minderjährige mitfahren, d. h., es wird eher mit Passivrauchen und Jugendschutz argumentiert. In diesen Fällen gilt das Rauchverbot dann auch nicht nur für den Fahrer, sondern auch für die Passagiere. Näheres im Artikel Rauchverbot in Personenkraftwagen. In Österreich gilt seit 1. Mai 2018 ein Rauchverbot in Pkw, wenn Kinder oder Jugendliche (bis 18) mitfahren. Ähnliche Regelungen schützen Menschen bis zu Altersgrenzen von 16 bis 18 Jahren in Italien (nur hier werden auch Schwangere geschützt), Griechenland, Zypern, Großbritannien (nicht jedoch in Cabrios mit offenem Verdeck in England und Wales), Irland und Frankreich. Entgegen anderer Interpretation „kompliziert formulierten“ Bundesrechts stellt die Wirtschaftskammer Österreich klar: Laut Tabakgesetz (§ 12 Abs. 4, 1. Satz) und auch den Taxi-Landesbetriebsordnungen gilt in Taxis, wie generell in öffentlichen Verkehrsmitteln „seit Langem ein Rauchverbot“.

### Jugendschutz
Zu Maßnahmen, die spezifisch Kinder und Jugendliche vor dem Rauchen schützen sollen, gehören:
- Werbeverbote,
- Verbote versteckter Werbung (Sponsoring),
- Verkaufseinschränkungen (siehe § 10, Jugendschutzgesetz),
- Rauchverbote in Schulen,
- Rauchverbote in Diskotheken.

Viele US-Bundesstaaten haben die Altersgrenze für Rauchen in der Öffentlichkeit von 18 auf 19 Jahre angehoben; die Staaten Portugal, Dänemark, Niederlande, Frankreich, Vereinigtes Königreich und Italien hoben im Zeitraum 2005–2014 ihre Altersgrenzen von 16 auf 18 Jahre an. Auch in Deutschland traten Änderungen des Jugendschutzgesetzes zum 1. September 2007 in Kraft, welche die Grenze von 16 auf 18 Jahre anhoben.
Einige Zigarettenhersteller unterstreichen ihre Verpflichtung zum Jugendschutz mit Aussagen wie z. B. „Rauchen: Bitte nur Erwachsene“ oder „Zigaretten sind Genussmittel für Erwachsene“. Kritiker befürchten allerdings, dass Kinder dadurch zum Rauchen motiviert werden, weil sie mit dem Rauchen das erstrebte Erwachsensein assoziieren.

### Religiöse Motive
Rauch und Rauschmittel besitzen in zahlreichen Religionen und Weltanschauungen Kultstatus. Im Altertum haben semitische Völker ihren Göttern Rauchopfer dargebracht, die Juden hatten hierzu detaillierte Vorschriften. Die Verwendung von Weihrauch ist bereits bei der Mumifizierung der ägyptischen Pharaonen bekannt. In vielen Religionen scheint es eine Abgrenzung zu geben zwischen wohlriechenden und nicht bzw. kaum berauschenden Stoffen, die beim Verbrennen meditative Kulthandlungen begleiten und solchen, die die Sinne berauschen und als Ausdruck der Selbstbezogenheit negativ konnotiert sind (vgl. Gal 5,19–26  im Christentum). Zu den Gegenbeispielen für die kultische Verwendung berauschender Mittel gehört das Orakel von Delphi. Auch Tabakrauch wurde bei kultischen Handlungen verwendet, dessen Verfügbarkeit vor der Einwanderung der Europäer allerdings auf Amerika beschränkt war. Das Rauchen von Tabak geht vermutlich auf Priester und Medizinmänner der amerikanischen Urvölker zurück (vgl. Geschichte des Tabakkonsums#Ursprung in Amerika).
In religiösen Stätten wie Kirchen, Synagogen, Moscheen, Tempeln wird Rauchen heute in der Regel als unpassend angesehen, ähnlich wie Essen oder Trinken. Bis zum Barock war das in katholischen Kirchen jedoch durchaus üblich.
In bestimmten religiösen Gruppen ist das Rauchen verpönt oder verboten, zum Beispiel bei den Zeugen Jehovas und den Mormonen. Viele Religionen sind zumindest theoretisch gegen das Rauchen eingestellt, da es ähnlich wie der Alkohol zu den (gesundheitsschädlichen) Genussmitteln gehört. Obwohl der Koran sich nicht über das Rauchen äußert, gilt es aufgrund seiner Folgen und abhängig machenden Wirkung als verboten oder zumindest als nicht erstrebenswert, was auch von zahlreichen Geistlichen propagiert wird. Trotzdem ist das Rauchen unter Muslimen weit verbreitet, und in islamischen Ländern ist der Anteil der Raucher signifikant höher als in Europa. Das Hamas-Regime verhängte 2010 im Gaza-Streifen ein Wasserpfeifen-Rauchverbot gegen Frauen, um sie entsprechend dem radikal-islamistischen Frauenbild aus der Öffentlichkeit zu verdrängen.
Gläubige Muslime halten im Ramadan das Rauchen tagsüber für verboten.

### Volkswirtschaftliche Motive
Der hohe volkswirtschaftliche Schaden durch das Rauchen (siehe Ökonomische Aspekte des Tabakrauchens) hat möglicherweise in vergangenen Zeiten den Staat zu Rauchverboten veranlasst. Da Rauchverbote im Sinne von umfassenden Tabak-Konsumverboten, auch für Erwachsene, jedoch das Recht auf freie Entfaltung der Persönlichkeit übermäßig einschränken würden, haben Rauchverbote gegenüber Erwachsenen heutzutage allein das Ziel, Belästigungen bzw. Schäden an dritten Personen und Gegenständen zu verhindern. Staatliche Maßnahmen gegen das Rauchen voll Geschäftsfähiger beschränken sich daher auf Aufklärungskampagnen, Tabaksteuererhöhungen etc.

### Wahrung des Betriebsfriedens
Häufig kommt es in Betrieben zu Streitigkeiten über das Thema „Raucherpausen“, für die Arbeitnehmer ihre Arbeit unterbrechen. Dabei geht es um die Häufigkeit und Länge der Pausen, um die Frage, wie auf versäumtes Ausstempeln reagiert werden darf usw. Pausierende Arbeitskräfte sind nicht sofort für die Ausführung von Arbeitsaufträgen verfügbar, insbesondere wenn sie sich zum Rauchen ins Freie begeben. Auch Beschwerden von Nichtrauchern unter den Arbeitnehmern, sie würden durch weniger und kürzere Pausen, also durch eine längere Netto-Arbeitszeit, sowie dadurch benachteiligt, dass sie häufig für ihre abwesenden Kollegen einspringen müssen, kann durch ein generelles Rauchverbot im Betrieb vorgebeugt werden.

## Geschichte

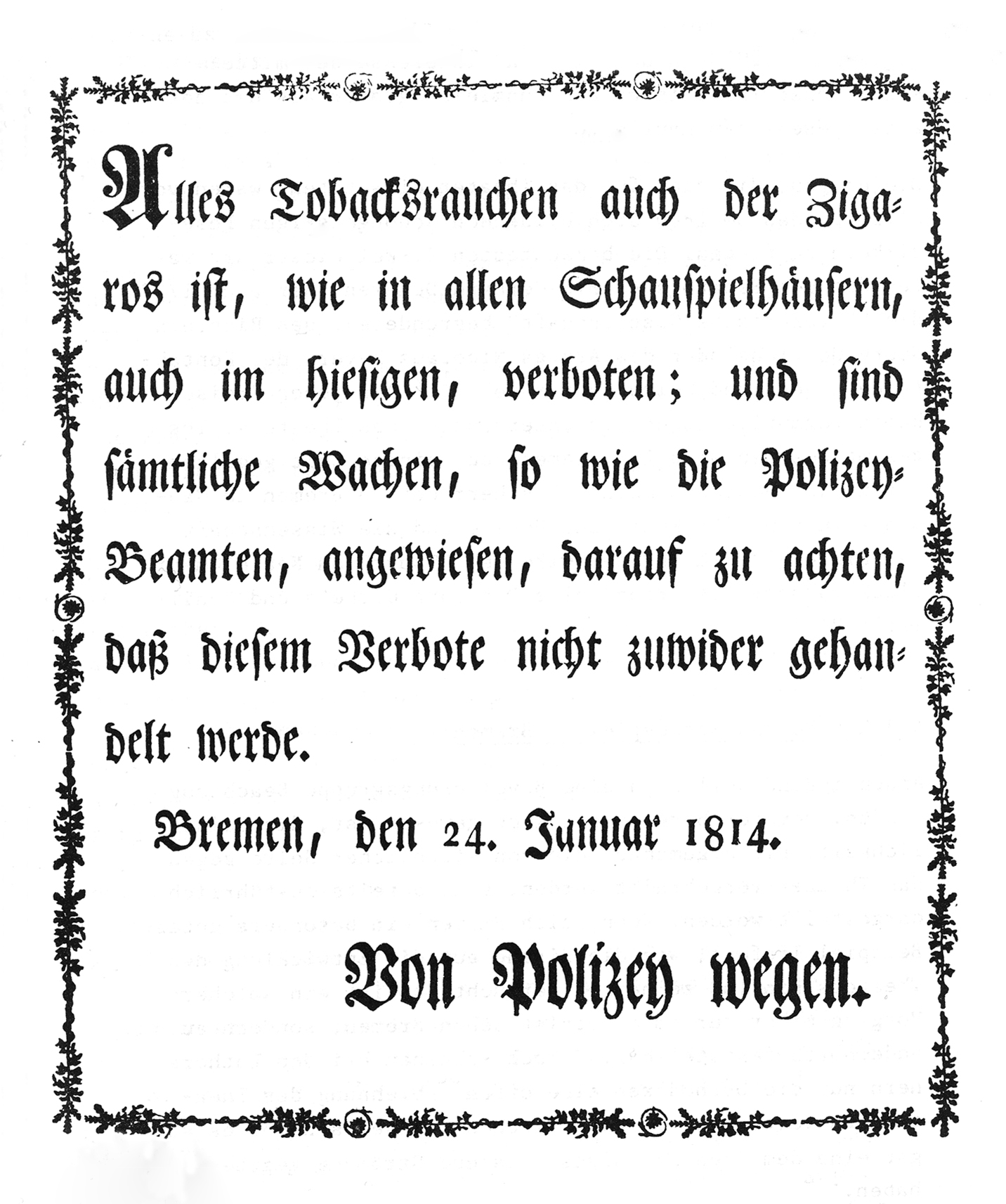
Rauchverbot „von Polizey wegen“, anno 1814 im Bremer Stadttheater

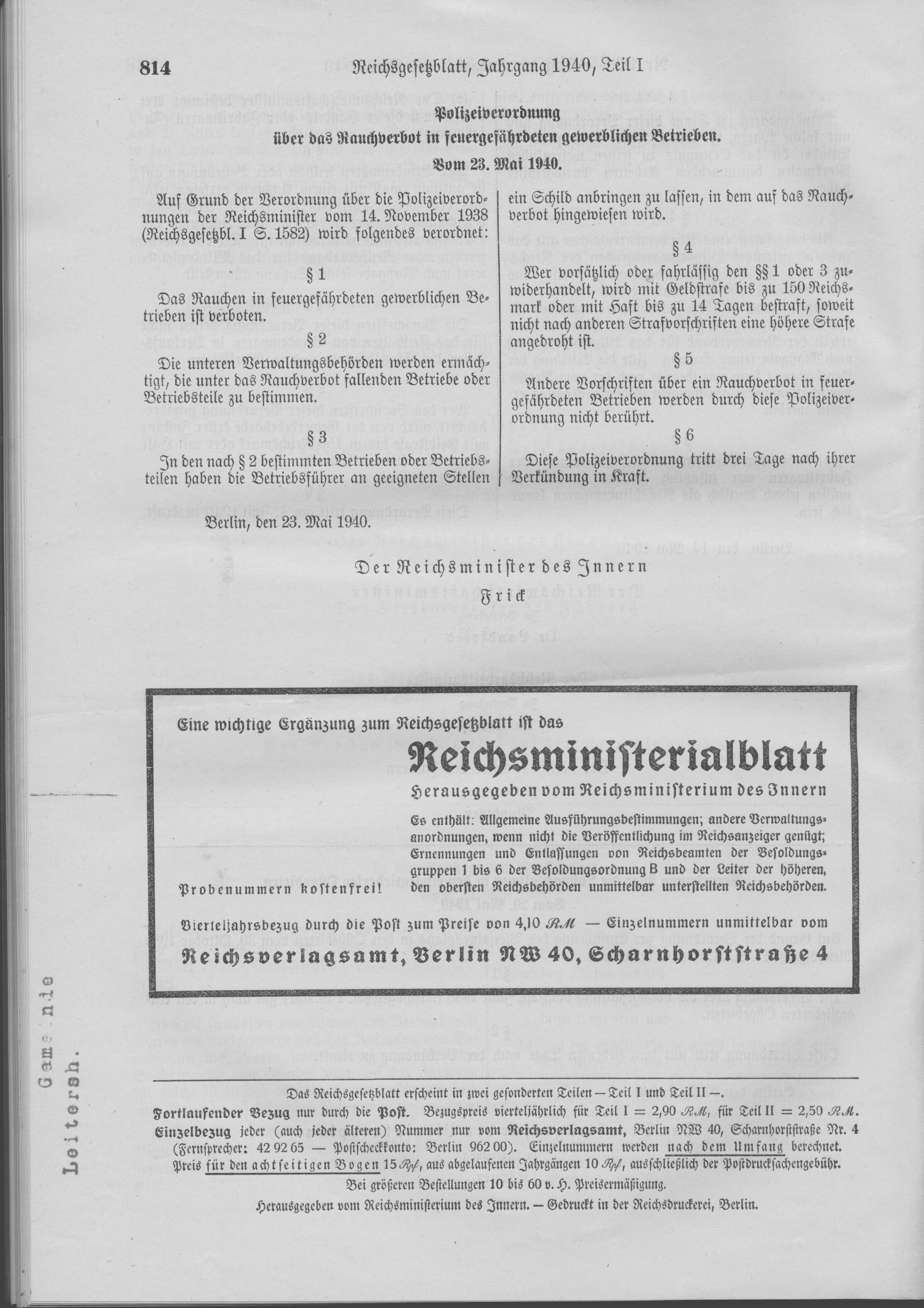
Polizeiverordnung über das Rauchverbot in feuergefährdeten gewerblichen Betrieben vom 23. Mai 1940

Bereits im Jahr 1590 soll Papst Urban VII. den Gläubigen unter Androhung der Exkommunikation das Rauchen von Tabak in Kirchen untersagt haben. Die erste aktenmäßige Darstellung eines Rauchverbotes steht in der Bulle Cum Ecclesia vom 30. Januar 1642. Die Bulle kam unter Papst Urban VIII. zu Stande. Das Gesetz war danach bis 1724 in Kraft, als es Papst Benedikt XIII. aufhob, der ein starker Raucher war.
1647 durften die Leute in Connecticut nur noch einmal am Tag rauchen und dies nicht in Anwesenheit anderer, 1650 wurde das Rauchen dort auf Erwachsene (ab 21) beschränkt.
Als sich um 1600 das Tabakrauchen auszubreiten begann, reagierten einige Herrscher in den Despotien des Ostens zunächst mit drakonischen Körperstrafen. In Europa (später auch in Russland, der Türkei usw.) setzte sich hingegen der Weg durch, den Tabakkonsum durch punktuelle Rauchverbote, etwa in den Kirchen, und Luxussteuern zu begrenzen und zugleich als Einnahmequelle zu nutzen. Weitere Rauchverbote kamen auf, als das Rauchen im Zuge des Dreißigjährigen Krieges immer weiter um sich griff. Im Herzogtum Lüneburg stand auf Rauchen bis 1692 theoretisch sogar die Todesstrafe. Einer bekannten Anekdote zufolge war für manchen 1848er-Revolutionär die wichtigste Forderung die Abschaffung des Rauchverbots im Berliner Tiergarten.
Das Rauchverbot in den Schützengräben des Ersten Weltkriegs diente dem Selbstschutz: Das Anzünden oder Aufglimmen einer Zigarette konnte die Position eines Soldaten verraten und ihn damit zum leichten Ziel machen.
In Zügen gab es beginnend im 19. Jahrhundert Nichtraucherabteile; diese umfassten zunächst nur den kleineren Teil der Sitzplätze. Im Lauf des 20. Jahrhunderts wurde der Anteil der Nichtraucherplätze bedarfsgemäß immer mehr erweitert. Seit 2005 ist das Rauchen bei allen Schweizer Transportunternehmen verboten, seit 2007 bei den deutschen und österreichischen Bahnen. Auch andere europäische Bahnen haben im gleichen Zeitraum Rauchverbote umgesetzt. Im Speisewagen der Deutschen Bahn galt das Rauchverbot bereits seit 2006.

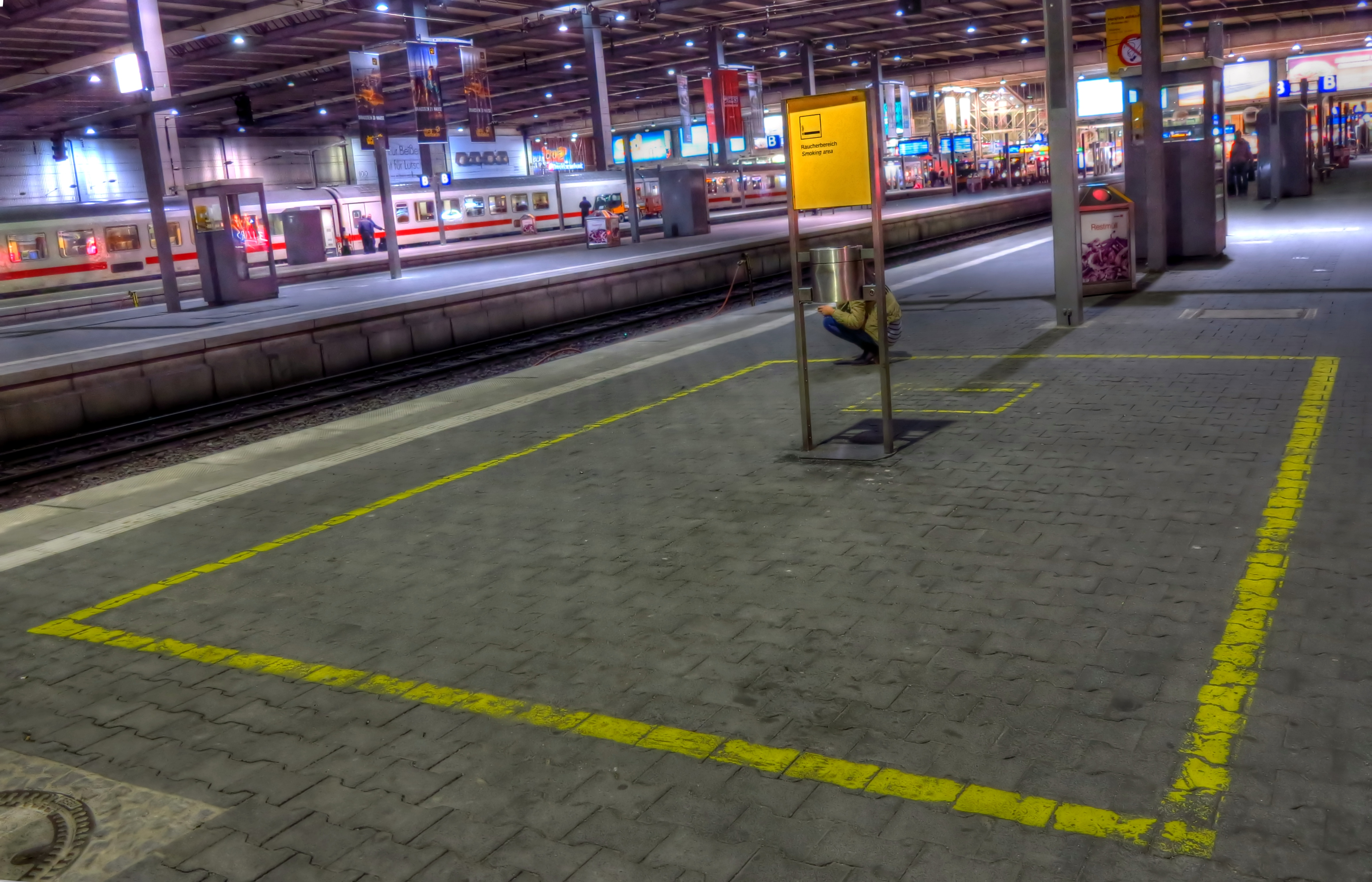
Raucherbereich auf einem Bahnsteig im Münchner Hauptbahnhof

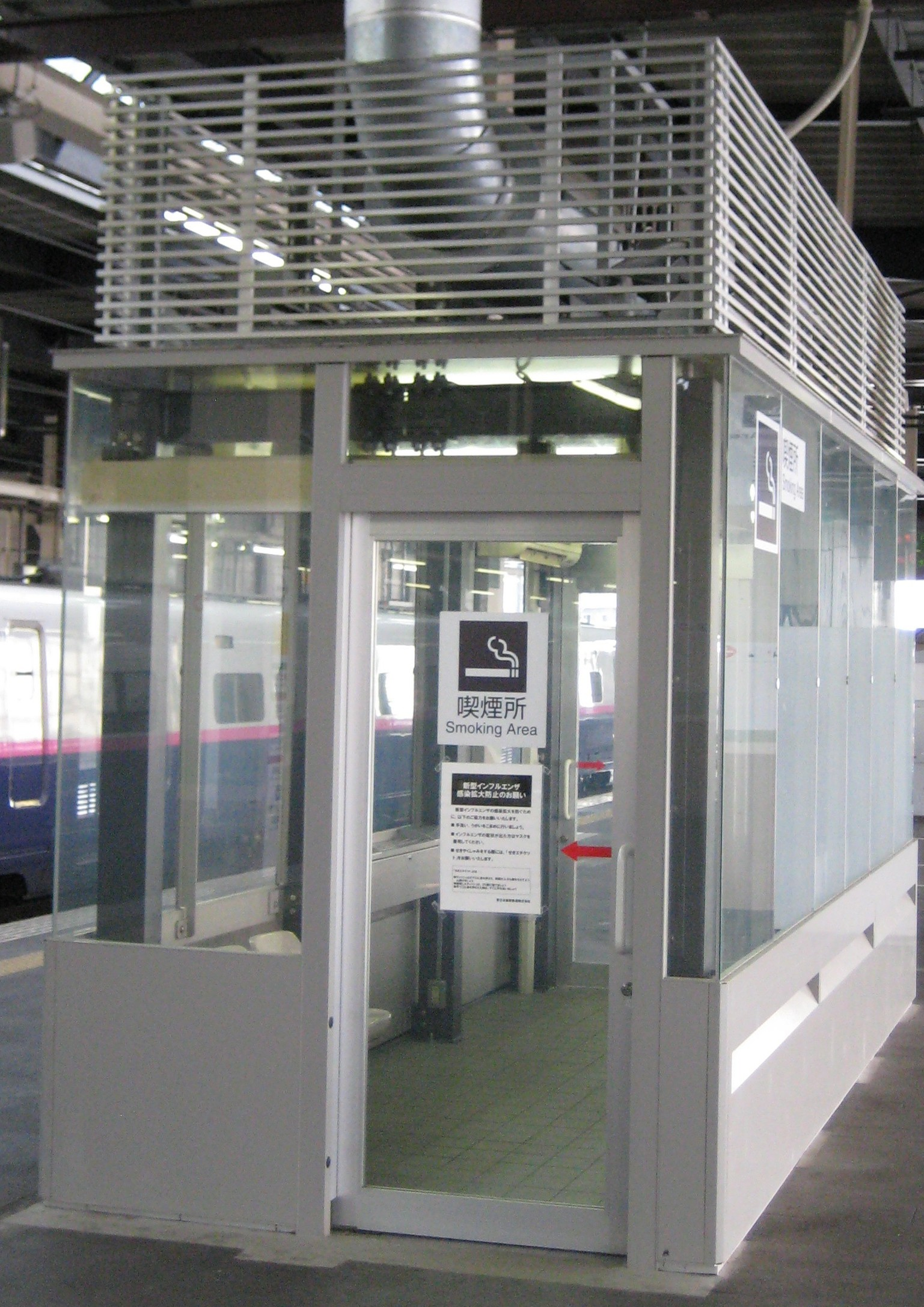
Ein abgekapselter Raucherraum auf einem japanischen Bahnhof – Luftabsaugung auf dem Dach

Seit 25. Oktober 1948 gilt in der Wiener Straßenbahn Rauchverbot, bis dahin fungierte der erste Beiwagen als Raucherwagen.
Erstmals mit den gesundheitlichen Gefahren begründete Rauchverbote wurden nach Meinung des US-Forschers Robert N. Proctor in Deutschland in der Zeit des Nationalsozialismus erlassen (Kampagnen gegen das Rauchen im Dritten Reich). Der US-Konzern Philipp Morris versuchte vor diesem Hintergrund erfolglos, Rauchverbote durch Vergleiche von Nichtraucherzonen mit Judenghettos in Misskredit zu bringen. Als ein wichtiger Wendepunkt in der Bewertung der gesundheitlichen Gefahren gilt ein Bericht, der 1964 in den USA erschien: Smoking and Health: Report of the Advisory Committee to the Surgeon General of the United States. Der Report markiert den Beginn der gesellschaftlichen Wahrnehmung in Amerika, die nicht mehr von Gewöhnung, sondern von Sucht spricht.
Zahlreiche Behörden und Unternehmen führten zwischen etwa 1980 und 2000 ein generelles Rauchverbot in ihren Räumlichkeiten ein. Zum Beispiel wurde in Frankreich 1991 das Loi 91-32 du 10 janvier 1991 relative à la lutte contre le tabagisme et l'alcoolisme („Loi Évin“) verabschiedet.
Das deutsche Bundesarbeitsgericht entschied am 19. Januar 1999 in einem Grundsatzurteil (Aktenzeichen 1 AZR 499/98), dass generelle Rauchverbote in Betriebsräumen zulässig sind. Dem trug der Bundesgesetzgeber Rechnung, indem er durch die Änderung von § 5 Arbeitsstättenverordnung klarstellte, dass ein allgemeines Rauchverbot für den gesamten Betrieb oder ein auf einzelne Bereiche der Arbeitsstätte beschränktes Rauchverbot geeignete Maßnahmen des Nichtraucherschutzes sind.
Auch die Fluggesellschaften verhängten schrittweise seit den 1980er Jahren Rauchverbote, nachdem sich die Unterteilung von Flugzeugen in Raucher- und Nichtraucherzonen als eine Farce erwiesen hatte, wenn die Bereiche nicht baulich (zum Beispiel durch Trennwände) voneinander geschieden waren. Ab 1990 wurde zunächst für Flüge unter sechs Stunden Dauer in den USA das Rauchen gesetzlich verboten, bis 1996 setzten alle US-Fluglinien ein allgemeines Rauchverbot um, seit 2000 gilt dies auch für die Fluglinien anderer Länder, die die USA bedienen. Die Lufthansa verbot 1995 das Rauchen auf Inlandsflügen, 1998 auf allen Flügen. Die Swissair verbot das Rauchen ab 1996 auf Europaflügen, 1998 im gesamten Netz. Austrian Airlines zog erst 2000 nach einer Umfrage nach und verhängte ein allgemeines Rauchverbot. Es wurde gesundheitlich und mit Kostenersparnissen (niedrigerer Kraftstoffverbrauch durch geringeren Bedarf an Zapfluft sowie geringere Reinigungskosten) begründet.
Den Wunsch nach gesetzlichen Rauchverboten zum Zwecke des Nichtraucherschutzes gibt es seit Mitte der 1970er Jahre, als die ersten Nichtraucher-Initiativen gegründet wurden. Große Hoffnungen wurden mit einem ersten Nichtraucherschutzgesetz verbunden, das jedoch am 5. Februar 1998 nach einer erhitzten Bundestagsdebatte in einer namentlichen Abstimmung ohne Fraktionszwang abgelehnt wurde (54 Prozent dagegen, 41 Prozent dafür). Etwa neun Jahre später erließen die Bundesländer Rauchverbote, die verschieden weit gingen.
2004 verbot die UEFA bei internationalen Spielen das Rauchen auf Trainerbänken. 2017 gab es in der 1. Bundesliga drei Stadien, in denen nicht geraucht werden durfte: Prezero-Arena in Sinsheim, Kölner Rheinenergiestadion und BayArena in Leverkusen (nur Tribünen).
Laut einer Studie der WHO aus dem Jahr 2009 waren damals weltweit mehr als 94 Prozent der Menschheit nicht durch Gesetze vor Tabakrauch geschützt.
Am 17. April 2024 stimmte das britische House of Commons mit 383 zu 67 Stimmen für einen Gesetzentwurf, der den Verkauf von Zigaretten und anderen Tabakprodukten nach und nach verbieten würde. Das Mindestalter für den Kauf von Tabakprodukten soll jedes Jahr um ein Jahr steigen.
In Mailand ist seit 1. Januar 2025 das Rauchen auf der Straße nur noch in isolierten Raucherbereichen erlaubt.
In Frankreich ist seit 29. Juni 2025 das Rauchen in Parks, auf Stränden und im Umfeld von Schulen bei einer Strafandrohung von 135 € verboten.

## Gesellschaftliche Akzeptanz

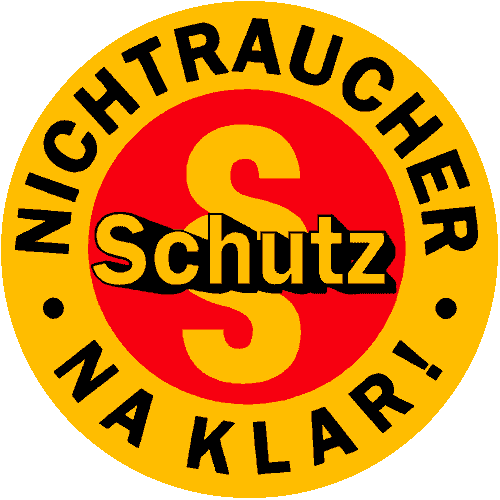
Aufkleber der Nichtraucher-Initiative Deutschland

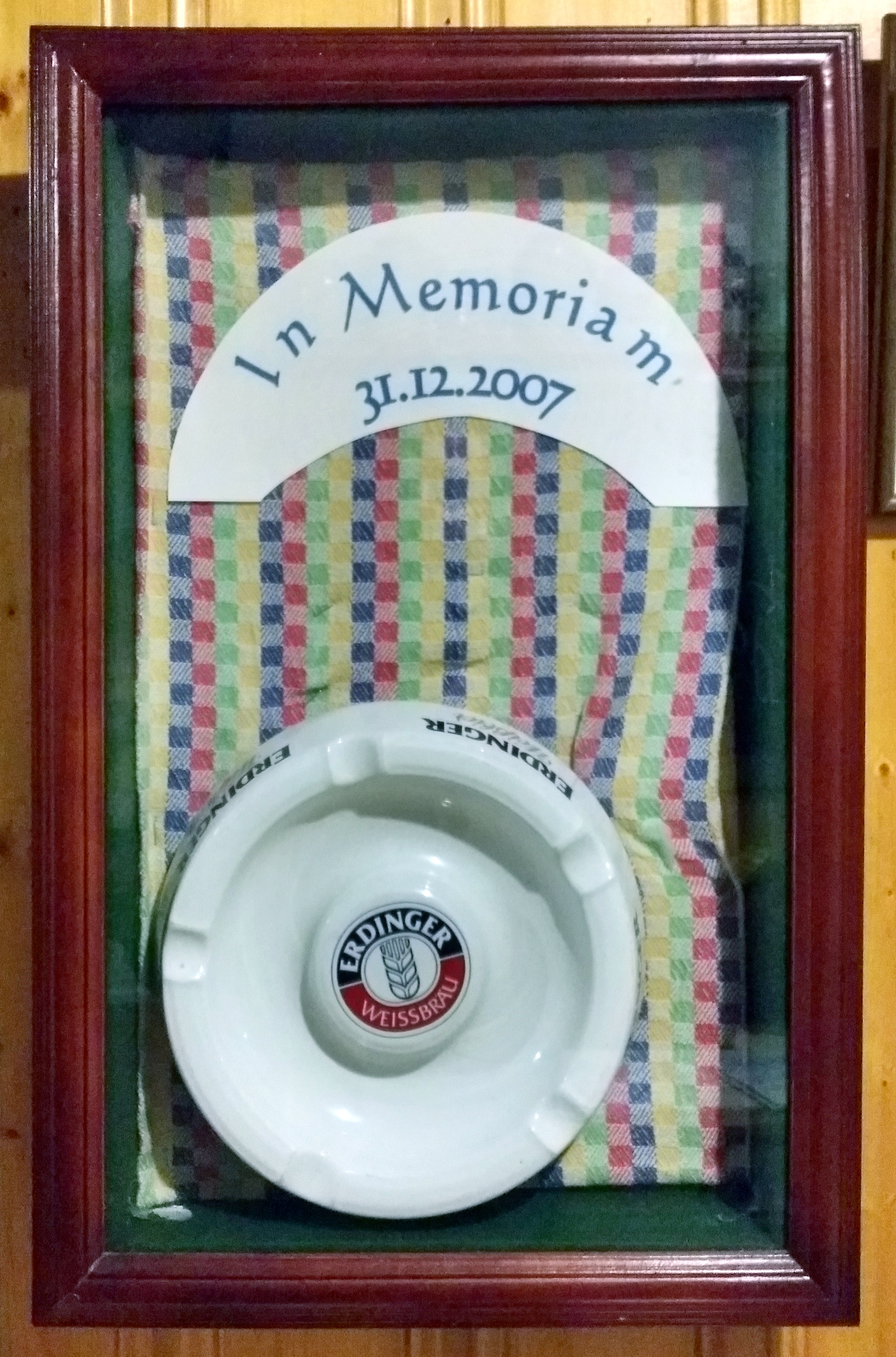
Gedenkvitrine in einer Gaststätte im oberbayerischen Etterschlag zur Einführung des Rauchverbots am 1. Januar 2008

Eine im März 2009 veröffentlichte Untersuchung der Europäischen Union zeigt, dass sich die Mehrheit der Bürger komplett rauchfreie Einrichtungen wünscht. 84 % sprechen sich für rauchfreie Arbeitsplätze aus. 79 % wünschen sich ein generelles Rauchverbot für Restaurants und 65 % der Bürger sind dagegen, dass in Bars und Clubs geraucht wird.
Den Wunsch nach teilweiser Rauchfreiheit zeigte im Februar 2008 das Ergebnis einer Umfrage des Instituts für Demoskopie Allensbach. Darin sprachen sich nur 14 Prozent der Bevölkerung dafür aus, das Rauchen in Gaststätten generell zu erlauben. Etwa ein Drittel stimmte für ein totales Rauchverbot, während 48 Prozent sich für eine Regelung aussprachen, die bereits in einigen Bundesländern Praxis ist: Das Rauchen ist in einem Nebenraum erlaubt. Andere Untersuchungen kamen zu ähnlichen Ergebnissen: Für ein Rauchverbot in öffentlichen Gebäuden und Restaurants sprachen sich 2006 laut einer Umfrage des Meinungsforschungsinstituts polis/Usuma für den Focus 76 Prozent der Deutschen aus. Auch Umfragen der GfK im Auftrag des DKFZ und von Infratest dimap im Auftrage der hessischen Landesstelle für Suchtfragen ergaben eine Zustimmung zu Rauchverboten in der Gastronomie von etwa 70 Prozent. Uneinheitliche Regelungen auf Landesebene werden dagegen abgelehnt: Nach einer Umfrage des Marktforschungsinstituts TNS Emnid wünschen sich 81 % der Deutschen eine bundesweit einheitliche Regelung des Rauchverbots.
Kritiker eines gesetzlichen Rauchverbotes in gastronomischen Einheiten sehen darin einen Eingriff in das Hausrecht, die Eigentumsrechte, die Unternehmerrechte und die Berufsfreiheit der Gastwirte. Weiterhin wird eine mögliche höhere Lärmbelästigung für Anwohner von gastronomischen Betrieben in der Nacht durch eine Verlagerung des Aufenthaltes von Gästen vor die Tür befürchtet.
Im Jahr 2009 wurde die gesellschaftliche Akzeptanz in Deutschland anhand von zwei Volksbegehren deutlich. In Berlin kamen für das Volksbegehren über die Aufhebung des Rauchverbots in Gaststätten lediglich 2,5 Prozent Zustimmungserklärungen statt der erforderlichen 7 Prozent zusammen. Hingegen übertraf in Bayern das Volksbegehren „Für echten Nichtraucherschutz!“ mit dem Ziel der Abschaffung von Ausnahmeregelungen die erforderlichen 10 Prozent der Unterschriften deutlich mit 13,9 Prozent, im Volksentscheid vom 4. Juli 2010 stimmten 61 Prozent dem Volksbegehren zu.

## Gesundheitswirkungen eines Rauchverbots
Die Thesen in Bezug auf kurz- und mittelfristige gesundheitliche Auswirkungen von Rauchverboten in der Gastronomie differieren stark.
Im Schweizer Kanton Graubünden ging laut einer Studie die Anzahl der Klinikeinweisungen wegen Herzproblemen nach der Einführung von Rauchverboten um mehr als 20 % zurück. Die Statistiken des Kantonsspitals Graubünden kommen allerdings zu anderen Ergebnissen. Demnach stiegen die Herzinfarktraten einige Jahre lang; dieser Trend sei weder durch das kantonale (2007) noch durch das eidgenössische (2010) Rauchverbot gebrochen worden.
In den US-Kleinstädten Helena und Pueblo ging die Zahl der Klinikeinweisungen wegen Herzproblemen um 16 % und um 41 %, in Island bei den männlichen Nichtrauchern um 21 %, in der italienischen Region Piemont bei Personen bis zum Alter von 60 Jahren um 11 % und in Neuseeland bei Personen im Alter von 55 bis 74 Jahren um 9 % sowie bei Menschen von 30 bis 54 Jahren um 5 % zurück.
Zwei umfassende Studien aus Neuseeland fanden keinen den Rauchverboten zurechenbaren Rückgang der Herzinfarktraten. Eine Studie, die die Bevölkerung der Toskana umfasste, fand heraus, dass die Ergebnisse je nach verwendeten statistischen Modellen stark divergierten, Änderungen bei anderen Risikofaktoren oder Diagnosemethoden nicht ausreichend berücksichtigt wurden und dass dadurch die Effekte des Passivrauchens in anderen Studien wahrscheinlich überschätzt wurden.
Der Autor und Daten-Journalist Michael Blastland bezeichnete in einem Beitrag für die BBC die Schlagzeile vieler Medien, dass dank des Rauchverbotes in der schottischen Gastronomie binnen eines Jahres die Anzahl der Herzinfarkte um 17 Prozent gesunken seien, als „schöne Geschichte, die aber leider nicht stimmt“. Die Rückgänge würden nicht signifikant von den Jahren vor dem Verbot abweichen und die Studie belege keinen Kausalzusammenhang zwischen Rückgang und Verbot. Es sei zwar möglich, dass ein solcher bestehe, dieser sei jedoch sicherlich viel kleiner als behauptet.
Eine deutsche Studie zur Wirkung von Rauchverboten, für die Krankenhausdaten von 3,7 Millionen Versicherten der DAK-Gesundheit von Anfang 2004 bis Ende 2008 ausgewertet wurden, ermittelte einen Rückgang von Herzinfarkt-Behandlungen um 8 Prozent und bei Angina pectoris um 13 % seit Einführung der strengeren Bestimmungen in Deutschland 2007/2008. Kritiker vertreten die Ansicht, die Ergebnisse seien statistisch nicht signifikant und das verwendete Studiendesign sei ungeeignet. Sie äußerten, dass durch solche Forschungen der Nichtraucher-Bewegung ein Bärendienst erwiesen werde.
Die Ergebnisse überregionaler Analysen zeigen ebenfalls ein sehr differenziertes Bild:
Laut einer Analyse, die in den Wissenschaftszeitschriften Circulation und Journal of the American College of Cardiology im Jahre 2009 veröffentlicht wurde und die 13 kleinere Studien zusammenfasste, haben Rauchverbote in Europa und den USA die Anzahl der Herzinfarkte jährlich um 26 % vermindert.
Eine große im Jahr 2011 veröffentlichte US-Studie der RAND Corporation, die repräsentative Datenbasen wie z. B. den Nationwide Inpatient Survey (NIS) heranzog, konnte keinen statistisch signifikanten Rückgang der Infarkte ermitteln. Zusätzlich kontrollierte diese Studie auch die bestehenden kleineren Studien mittels Subsample Analyse und kam zum Ergebnis, dass in diesen nach Einführung der Rauchverbote Anstiege der Herzinfarktrate gleich häufig auftraten wie Rückgänge.
Laut einer 2012 veröffentlichte US-Studie, die mehrere US-Bundesstaaten verglich, sank die Herzinfarktrate in Bundesstaaten mit Rauchverboten nicht signifikant stärker als in Bundesstaaten ohne Verbot.
Eine 2014 publizierte Studie zeigte, dass das auf den gesamten Bundesstaat Colorado ausgeweitete Rauchverbot in Lokalen keinen Einfluss auf die Herzinfarktrate hatte. Ein Co-Autor der Studie wirkte bereits einige Jahre zuvor bei der lokalen Forschung in der Kleinstadt Pueblo mit, welche damals einen großen Nutzen des Rauchverbotes suggerierte. Er äußerte, dass er den Effekt des Passivrauchens deutlich überschätzt habe.
Auch laut einer im August 2016 veröffentlichten Studie, die Datensätze von 28 Ländern der Jahre 2001 bis 2008 auswertete, wurde der Einfluss des Rauchverbotes in Lokalen auf den Rückgang von Herzinfarkten überschätzt. Die Forscher kamen zum Ergebnis, für die Rückgänge seien vielmehr Erhöhungen der Tabaksteuer und die bessere Erreichbarkeit von Krankenhäusern ursächlich.